# گریگوریوس د سس‌پدس
گریگوریوس د سس‌پدس (انگلیسی: Gregorious de Cespedes؛ ۱ ژانویهٔ ۱۵۵۱ – ۱ نوامبر ۱۶۱۱) یک میسیونر اهل اسپانیا و از اعضای انجمن عیسی بود. وی در سال ۱۵۷۷ به عنوان مبلغ مذهبی مسیحی به ژاپن وارد شد. در ۲۷ دسامبر ۱۵۹۳ وی به همراه کونیشی یوکیناگا یک دایمیوی کیریشیتان (مسیحی) از ژاپن به بوسان در کشور کره رفت و به تبلیغ مسیحیت در بین سربازان ژاپنی در اولین تهاجم هیده‌یوشی به کره (۱۵۹۸–۱۵۹۲) پرداخت. وی همچنین کار تبلیغ مسیحیت را در میان کره‌ای‌هایی که توسط ژاپنی‌ها اسیر می‌شدند نیز انجام می‌داد.